# Elwing
Elwing ("Espuma de estrella" o "Rocío de estrella" en quenya) es un personaje de ficción del legendarium de J. R. R. Tolkien. Tal y como se relata en El Silmarillion Elwing era una medio elfo, tercera hija de Dior y Nimloth y hermana de Eluréd y Elurín. Fue llamada así porque la noche que nació había muchas estrellas en el cielo y su luz brillaba en la espuma de la cascada de Lanthir Lamath, donde vivían sus padres por entonces. 
Tras la muerte del Rey Thingol, Dior decidió gobernar Doriath y llevó allí a Elwing y al resto de su familia. Cuando Dior mostró abiertamente el Silmaril, los hijos de Fëanor, movidos por el juramento de su padre, lo reclamaron y al negarse Dior, atacaron Doriath y la destruyeron en lo que fue la Segunda Matanza de los Hermanos. Sin embargo, no consiguieron el Silmaril, pues Elwing huyó con él y con parte de su pueblo, y se asentaron en Arvernien. Allí se casó con Eärendil y sus hijos fueron Elrond y Elros. 
Mientras Eärendil estaba de viaje, los hijos de Fëanor atacaron Arvernien para recuperar el Silmaril. Se produjo así la Tercera Matanza de los Hermanos, y Elwing, viendo que no podría salvar el Silmaril, decidió tirarse al mar junto con él. Pero no murió, porque Ulmo la rescató del agua y la convirtió en un pájaro. Entonces Elwing voló mar adentro y una noche encontró a su marido. Recuperado su aspecto normal, continuó navegando con su marido en busca de Aman y gracias al Silmaril lograron llegar a la bahía de Eldamar. 
Mientras Eärendil fue en busca de los Valar para pedir su clemencia, Elwing, que paseaba por la orilla del mar esperando, llegó a Alqualondë e hizo amistad con los Teleri. Más tarde, los Valar la convocaron para dar su sentencia y Manwë accedió a ayudarles, pero a Elwing y a Eärendil no les dejó marcharse de Aman, ya que habían incumplido la prohibición y les hizo escoger entre uno de los dos linajes a los que pertenecían, al igual que tendrían que hacer sus descendientes a partir de entonces. Elwing decidió a petición de su marido y escogió a los Elfos. 
Los Valar construyeron entonces para Elwing una torre blanca en el norte, a orillas de los Mares Divisorios, y allí Elwing aprendió la lengua de las aves que la visitaban y también le enseñaron a volar. En ocasiones, cuando Eärendil regresaba de sus viajes por el cielo, Elwing volaba hacia Vingilot al encuentro de su marido. 
Por su amistad con ellos, Elwing logró convencer a los Teleri para que acudieran a la Gran Batalla.
- Datos: Q1750964